# 远藤谨助

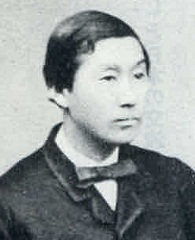
远藤谨助（1836—1893）

远藤谨助（1836年3月31日—1893年9月13日），日本近代化先驱之一。日本明治时期长州藩出生的官僚。与伊藤博文、山尾庸三、井上勝、井上馨共五人并称为日本的“长州五杰”。
1863年，经上海转渡英国伦敦，在英国伦敦大学学院求学，在导师亚历山大·威廉·威廉姆逊下学习近代科学技术。1866年，回国。曾担任日本造币局局长。